# أليكس مولين
أليكس مولين (بالإنجليزية: Alex Mullen)‏ (13 يونيو 1992 بأديلايد في أستراليا - ) هو لاعب كرة قدم أسترالي في مركز الوسط. لعب مع بارا هيلز نايتس وSouth Australian National Training Centre ‏.

## روابط خارجية
- أليكس مولين على موقع قاعدة بيانات كرة القدم.إي يو (الإنجليزية)
- أليكس مولين على موقع Soccerway.com (الإنجليزية)